# Arthur Hastings
Kapitán Arthur Hastings OBE je literární postava vytvořená Agathou Christie. Je společníkem a přítelem Hercula Poirota a ty příběhy, ve kterých vystupuje, sám vypráví. V některých případech nevystupuje, ale Poirot ho zmiňuje. V seriálu byl ztvárněn anglickým hercem Hughem Fraserem celkem v 41 epizodách, přestože původně vystupoval jen v 8 románech (zejména z počátku poirotovského období Agathy Christie) a v některých povídkách (např. Dvojí hřích – Double Sin), které vyšly v několika sbírkách.

## Romány, v nichž vystupuje
| Rok vydání | Český název                                                      | Anglický název                                             |
| ---------- | ---------------------------------------------------------------- | ---------------------------------------------------------- |
| 1920       | Záhada na zámku Styles                                           | The Mysterious Affair at Styles                            |
| 1923       | Vražda na golfovém hřišti (někdy i Pozvánka pro Hercula Poirota) | Murder on the Links                                        |
| 1927       | Velká čtyřka                                                     | The Big Four                                               |
| 1932       | Dům na úskalí (text divadelní hry jako Hercule Poirot zasahuje)  | Peril at End House                                         |
| 1933       | Smrt Lorda Edgwarea (nové české vydání jako Lord Edgware umírá)  | Lord Edgware Dies (alternativní název Thirteen for Dinner) |
| 1936       | Vraždy podle abecedy                                             | The A.B.C. Murders                                         |
| 1937       | Němý svědek                                                      | Dumb Witness                                               |
| 1975       | Opona: Poslední případ Hercula Poirota                           | Curtain: Poirot’s Last Case                                |